# Constant (voornaam)
Constant is een hoofdzakelijk mannelijke voornaam, afkomstig uit het Latijn. De betekenis van de naam is standvastig of volhardend. De naam Constant is afgeleid van Constans en werd populair door Flavius Iulius Constans.
In Nederland waren er in 2017 603 mannen met de voornaam Constant, 1295 met dito volgnaam, minder dan vijf vrouwen met de voornaam Constant en 50 met dito volgnaam. In België kwam de naam in 2019 1960 keer voor onder mannen.

## Bekende personen
Enkele bekende naamdragers zijn:
- Constant Vanden Stock (1914–2008), een Belgisch voetballer
- Constant Nieuwenhuijs (1920–2005), een Nederlands kunstschilder

## Verwante namen

### Jongens
- Constans
- Constantijn of Konstantijn
- Stans
- Stan
- Stijn

### Meisjes
- Constance
- Constantia
- Connie
- Stans